# John Engelhardt
John Engelhardt (født 20. juli 1956) er en dansk kemiingeniør og politiker, der fra 1. januar 2010 til 31. december 2021 var borgmester i Glostrup Kommune, valgt for Venstre.
Engelhardt arbejdede som vicedirektør for DTU Fødevareinstituttet.
Han blev medlem af Glostrup Kommunalbestyrelse i 1995 og har bl.a. været viceborgmester og udvalgsformand. Han blev borgmester som følge af en konstituering med Konservative, Dansk Folkeparti og Charlotte Brangstrup (uden for partierne).